# Joanna Grzybek
Joanna Grzybek, po mężu Jurczak (ur. 30 listopada 1982 w Jeleniej Górze) – polska biathlonistka, medalistka mistrzostw Polski, reprezentantka Polski.

## Życiorys
W latach 1996–2004 była zawodniczką MKS Karkonosze Jelenia Góra, jej trenerem był Andrzej Koziński.
Na mistrzostwach Polski seniorek zdobyła cztery medale w sztafecie: srebrny w 2002, brązowe w 2000, 2002, 2003 i 2004. W 2002 została też mistrzynią Polski juniorek w sztafecie. Ponadto podczas mistrzostw Polski w biathlonie letnim w 2000 i 2001 zdobyła srebrny medal, a w 2002 medal brązowy w sztafecie wśród seniorek, w 2000 srebrny medal w sprincie i brązowe medale w biegu indywidualnym i sztafecie, w 2001 brązowy w sprincie, srebrny w biegu na dochodzenie i złoty w sztafecie, w 2002 srebrny w sprincie i brązowy w sztafecie, wśród juniorek.
Reprezentowała Polskę na mistrzostwach świata juniorek w 2000 (38 m. w sprincie i 48 m. w biegu pościgowym), mistrzostwach Europy juniorek w 2000 (21 m. w sprincie i 24 m. w biegu pościgowym) i mistrzostwach Europy juniorek w 2001 (36 m. w biegu indywidualnym, 22 m. w sprincie i 27 m. w biegu pościgowym). Startowała także na mistrzostwach świata juniorek w biathlonie letnim, zdobywając w 2000 brązowy medal w sztafecie (z Izabelą Głą i Bernadettą Bednarz); na tych samych zawodach zajęła także 14 m. w sprincie i 14 m. w biegu na dochodzenie, a w 2001 srebrny medal w sztafecie (z Anną Janas i Bernadettą Bednarz); na tych samych zawodach zajęła 7 m. w sprincie.
Jest siostrą olimpijki w biathlonie Agnieszki Cyl.